# Gryt (jordhåla)

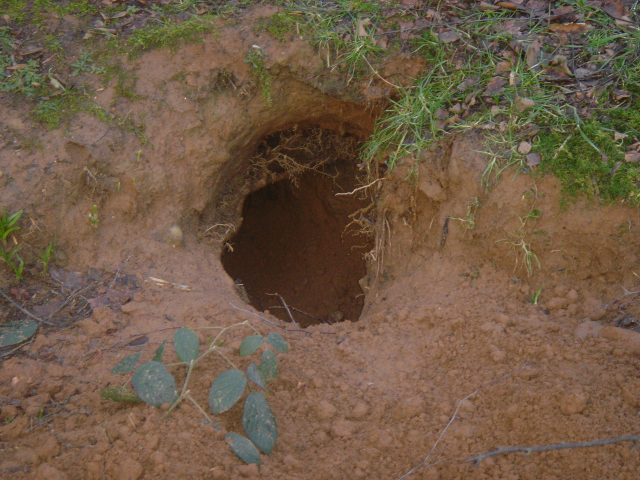
Ingången till ett gryt

Gryt eller lya är en boplats i form av ett gångsystem för bland annat grävling, rödräv, utter, kanin och mårdhund.
Räven gräver sitt gryt bland stenrösen eller i bergshålor, under trädrötter, sandiga slänter. Grävlingen gräver sitt gryt under stenblock eller torra sluttningar. Ibland kan grävlingen använda sig av gamla rävgryt. I sällsynta fall kan både räv och grävling bo i samma gryt, om det är tillräckligt stort. Gångsystemen och bohålorna är ofta omfattande, ibland i flera våningar. Enklare gryt som används tillfälligt kan finnas under en sten eller en rotvälta.
I Fritiof Nilsson Piratens roman Bombi Bitt och jag från 1932 övervintrar den efterlyste småbrottslingen Nils Galilé i ett rävgryt och blir utrökt därifrån med svavel av de båda unga huvudpersonerna.